# Phanogomphus hodgesi
Phanogomphus hodgesi – gatunek ważki z rodziny gadziogłówkowatych (Gomphidae). Występuje na południu Stanów Zjednoczonych wzdłuż wybrzeży Zatoki Meksykańskiej: w Alabamie, Luizjanie, Missisipi i na Florydzie.